# Elisabeth Bonnemann
Elisabeth Bonnemann (* 8. Dezember 1903 in Hagen/Westfalen; † 23. Januar 1982) war eine deutsche Politikerin (CDU) und Abgeordnete des niedersächsischen Landtages.
Bonnemann besuchte das Lyzeum bzw. Realgymnasium in Osnabrück, Aachen und Köln und begann im Anschluss ein Studium der Philosophie, Germanistik und Anglistik an den Universitäten Freiburg, Bonn und Köln. Ihr Staatsexamen legte sie 1930 ab und promovierte bereits im Jahr 1931. Als Bibliotheksreferendarin war sie in Bonn und Berlin tätig, bis sie nach dem Abschluss ihrer bibliothekarischen Fachprüfung in den wissenschaftlichen Dienst an den Universitätsbibliotheken Kiel und Halle und an der Bibliothek der Technischen Hochschule Hannover gestellt wurde. Seit 1941 war sie an der Niedersächsischen Staats- und Universitätsbibliothek Göttingen beschäftigt. Wegen „politischer Inaktivität“ in der Zeit des Nationalsozialismus war sie in Halle nicht befördert worden. 
Als CDU-Mitglied wurde sie 1956 in den Rat der Stadt Göttingen gewählt und zog in der 4. Wahlperiode vom 6. Mai 1959 bis 5. Mai 1963 in den niedersächsischen Landtag ein.